# Régis Gervaix
Jean-François-Régis Gervaix (Lantriac (Haute-Loire), 3 de dezembro de 1873 — Le Puy-en-Velay, 4 de novembro de 1940), foi um clérigo missionário católico francês no Extremo Oriente, que se notabilizou como escritor e historiador da cristianização da China. A parte mais importante da obra deste autor foi publicada sob o pseudónimo de Eudore de Colomban, nomeadamente as obras sobre a história de Macau. Foi um grande investigador e divulgador da presença portuguesa no Oriente.

## Biografia
Missionário da Sociedade das Missões Estrangeiras de Paris (Société des missions étrangères de Paris), foi ordenado sacerdote a 24 de setembro de 1898, tendo partido de imediato para Kuantong onde missionou vários anos. Exerceu o apostolado e ensino na China de 1898 a 1936, ano em regressou a França.
Como missionário francês ao serviço da Diocese de Macau, entre 1917 e 1925 foi professor do Seminário de São José. Em 1925 acedeu a um convite para leccionar francês e literatura francesa na Universidade de Pequim, transferindo-se para aquela cidade.
Em Macau era considerado Modelo de virtudes, raro exemplo de infatigável investigador histórico e de gratidão e admiração por Portugal, tendo sido o principal redactor, durante muito tempo, do Boletim Eclesiástico da Diocese de Macau, tendo ali iniciado a publicação da sua projectada obra sobre a influência portuguesa na China, a qual destinava, por gratidão, à família de Carlos da Maia. Sob o pseudónimo de Gervásio, publicou no jornal O Progresso, logo em 1916 um poema em francês de homenagem a Camilo Pessanha, intitulado Desiludido de Tudo e de Todos!.
A sua obra sobre a história de Macau foi iniciada na sequência da publicação da Portaria n.º 67 de Maio de 1923, do governador Rodrigo José Rodrigues, que abria concurso para a elaboração de um manual de história para ser ensinado nas escolas do território. O concurso durou somente três meses, tempo este insuficiente para uma perfeita coordenação e revisão de trabalhos e estudos de tal interesse segundo o editor do livro, o capitão de Artilharia Jacinto Moura, que informa: Colomban acedeu, por fim, sendo-me, porém, impostas as condições de o aperfeiçoar e de lhe dar o meu nome, sem fazer a mais leve referência ao seu. Se a primeira delas era quase insuperável, a segunda era-me absolutamente impossível aceitar. Colomban, vencido pela amizade, consentiu, por fim que o seu nome ocupasse o devido lugar, cabendo-me a mim não só refundir e aumentar o seu trabalho como todos os encargos e direitos.
Foi colaborador dos periódicos francófonos Le Journal de Pékin, publicado em Beijing, e da revista Les Missions catholiques : bulletin hebdomadaire de l'Oeuvre de la propagation de la foi, publicada em Paris.
Usou como pseudónimos Eudore de Colomban e Coriolis.

## Obras publicadas
Para além da vasta colaboração dispersa por diversos periódicos católicos, da China e da França, é autor das seguintes monografias:
- Colomban, Eudore de - Silhouettes portugaises d'Asie. Macau : Tipografia dos Padres Salesianos, 1921.
- Colomban, Eudore de - Histoire populaire de Macao. Macau : Sep. do Boletim Eclesiástico da Diocese de Macau, Ano XXIII, n.º 266-267 (1925), p. 127-145.
- Colomban, Eudore de – Resumo da História de Macau. Edição de Jacinto José do Nascimento Moura,[1] Macau, 1927, 1.º Milheiro, 148 p. + XVI pp (com várias edições posteriores).[2]
- Colomban, Eudore de - Hommes et choses d'Extrême-Occident (2 séries)
- Colomban, Eudore de - Zéphyrin Guillemin : évèque de Cybistra, préfet apostolique de Canton (1814-1886), Macau, 1919.
- Colomban, Eudore de - Grisailles (3 séries), Beijing : Impr. da "Politique de Pékin" , 1924.
- Colomban, Eudore de - Brimborions (2 volumes), Pékin : Imprimerie da " Politique de Pékin " , 1927.
- Colomban, Eudore de - Esquisses jaunes, Pékin : Impr. da "Politique de Pékin", 1928.
- Colomban, Eudore de - Histoire abrégée de Macao (2 volumes).

1. ↑  Jacinto José do Nascimento Moura era capitão com o curso de Artilharia de Campanha, sendo autor da obra Relações dos Portugueses com o Sião, Lisboa : Agência Geral das Colónias, Sep. Boletim da Agência Geral da Colónias, 68-71, 1931.
2. ↑  Teresa Sena, "Da Polémica à História" in Macau, n.º 28, 1990, pp. 55-58.